# Hong Kong Open 1986
L'Hong Kong Open 1986 è stato un torneo di tennis giocato sul cemento. È stata la 13ª edizione dell'Hong Kong Open che fa del Nabisco Grand Prix 1986. Si è giocato a Hong Kong dal 27 ottobre al 2 novembre 1986.

## Campioni

### Singolare
Ramesh Krishnan ha battuto in finale  Andrés Gómez con il punteggio di 7–6, 6–0, 7–5

### Doppio
Mike De Palmer /  Gary Donnelly hanno battuto in finale  Pat Cash /  Mark Kratzmann con il punteggio di 7–6, 6–7, 7–5